# Ricardo Soulé
Héctor Ricardo Soulé (Quilmes, Gran Buenos Aires, 15 de marzo de 1950) es un poeta, músico y compositor de rock argentino. Es principalmente conocido por ser miembro fundador y principal compositor del grupo Vox Dei. Su discografía se inició a finales de la década de 1960, y consta de un importante número de trabajos, ya sea como miembro de Vox Dei o en su carrera solista. A lo largo de su vida profesional, Soulé residió y trabajó durante diferentes períodos de tiempo en Europa, especialmente en España.

## Biografía

### Primera etapa en Vox Dei (1967-1974)
En 1967 comenzó su carrera artística en Mach 4, banda que cambiaría su nombre por Vox Dei en 1969, junto a Willy Quiroga, Rubén Basoalto y Juan Carlos Godoy. En 1970 el grupo edita su primer álbum, Caliente, con una de sus canciones más exitosas (Presente), aunque el reconocimiento definitivo del público y de los medios de comunicación llegaría con su segundo disco de 1971, La Biblia, primer álbum doble y conceptual del rock argentino, con poemas inspirados en el Evangelio según San Juan, en clave de rock, y un incomparable silogismo que abría el álbum (el tema "Génesis"), interpretando la Creación. 
En 1972 lanzaron su tercer disco titulado Jeremías Pies de Plomo.

### Primera etapa solista (1974-1978)
Soulé abandona la banda en 1974 para iniciar su carrera solista. Entre fines de 1974 y 1975 estuvo radicado en Inglaterra. En 1974 la banda británica Heavy Metal Kids versionó el tema "Canción para una mujer que no está" retitulada como "It's The Same". Durante esta etapa en Inglaterra Soulé intentá armar una banda junto a Pappo y dos músicos ingleses pero no llegaron a un proyecto concreto, aunque los temas que compuso en dicho período británico serían la base de su primer disco solista, editado años más tarde.
Cuando Soulé regresa a Argentina, forma un power trio junto con los primos Rodolfo y Alejandro Pensa, en bajo y batería respectivamente, para grabar su primer álbum solista: Vuelta a casa, editado en 1977 por RCA. El mismo contó con la producción de Edelmiro Molinari, ex guitarrista de Almendra y Color Humano.

### Segunda etapa en Vox Dei (1978-1981)
A principios 1978, Soulé regresó a Vox Dei, con quienes grabó Gata de Noche, que fue editado por la discográfica Polydor Records.
En los dos años que siguen, la banda comienza a componer un disco conceptual bajo el nombre de "El Cid Campeador según Vox Dei", basada en la historia de dicho personaje histórico. Sin embargo, la discográfica se niega a editar el disco y la banda se hunde en problemas internos que la llevan a su separación en 1981.

### Segunda etapa solista (1981-1986)
Tras la separación de Vox Dei en 1981, Soulé reconstruye el proyecto musical inconcluso sobre el Cid Campeador, y en 1982 edita su segundo disco solista Romances de gesta, en el cual recoge parte de las ideas de dicho proyecto fallido, junto a Edelmiro Molinari. Este disco produjo tres éxitos: "El cantar del juglar", "La leyenda del azor" y "No tengo destino".
Ese mismo año, además, Soulé participa junto a Molinari, y otros artistas, del Festival de la Solidaridad Latinoamericana, concierto organizado a raíz de la guerra de las Malvinas, y más tarde, a fines de 1982, es parte del festival BA Rock de ese año, en calidad de solista.
En 1985 editó su tercer disco, Ricardo Soulé por EMI, con Julio Rodríguez en bajo y Alejandro Pensa en batería, que incluyó varios hits como "El tren está partiendo" o "Aunque esté de traje y limousine".

### Tercera etapa en Vox Dei (1986-1989)
Después de casi 5 años retornó con Vox Dei, en 1986, con quienes grabó dos discos más, uno en vivo y uno en estudio, pero en 1989 decide emigrar a España. 

### Última etapa en Vox Dei (1996-1999)
En 1996 regresa a la Argentina para dar forma a lo que fue su última reunión con Vox Dei, grupo del que se retirará definitivamente en 1999, después de grabar en 1997 una segunda versión de La Biblia. Esta versión aprovecha los adelantos tecnológicos de la época para lograr un resultado más cercano a lo que la banda pensó al momento de grabar el disco en los años 70. Además cuenta con la participación especial de Andrés Calamaro, Fito Páez y Alejandro Lerner.

### Tercera etapa solista (2003-actualidad)
En 2004 formó el grupo Ricardo Soulé y la Bestia Emplumada, para grabar sus discos solistas y presentarlos en vivo. Esta banda cuenta con su hijo Gabriel Soulé en guitarra y voz, quien a su vez, lidera el trío de rock Cráter. En 2006, junto a La Bestia Emplumada, editó un álbum grabado en vivo en 2004 en la patagónica ciudad de Río Turbio, provincia de Santa Cruz, Argentina. Una dato curioso es que el álbum, originalmente, no fue registrado con la intención de comercializarlo, sino que se trataba de un episodio casual y, debido a las características de la grabación, no era posible hacerle correcciones ni agregados, de este modo salió a la luz como un verdadero documento bajo el nombre de Soulé en Río Turbio, Concierto Patagónico 2004, por el sello de Litto Nebbia, Melopea.
En 2008 aparece Buddy Middler, una novela filosófica con formato musical, que volvió a colocarlo entre las preferencias de un público seguidor desde hace más de 40 años.
En 2011, editó su sexto disco de estudio, Dolmen junto a músicos invitados como Manuel "Negro" Quieto de La Mancha de Rolando y Gustavo "Chizzo" Nápoli de La Renga, ellos reconocen a Ricardo Soulé como influencia importante en sus carreras, y como icono del rock argentino en general. En abril del mismo año, en plena Semana Santa, junto a Ricardo Soulé y la Bestia Emplumada, se presenta en el histórico teatro "Auditorium" de Mar del Plata, para ejecutar de corrido La Biblia, en conmemoración de los 40 años de su primera edición.
En 2015, Fonocal edita Vulgata, octavo de su producción como solista, yendo más allá del clásico disco conceptual para posicionarse como autor de un tratado filosófico - teológico en clave de rock, dando cabida a temáticas como Elías el Profeta, el Mío Cid y los Caminos de Santiago.
Un fallo judicial en junio de 2017 accedió al reclamo de Soulé por el "uso indebido" del nombre "Vox Dei" por parte del grupo que lideraba hasta hace poco tiempo Willy Quiroga, por considerar que no era ético continuar utilizándolo al no quedar más que sólo uno de los miembros originales. El juicio aún no ha llegado a fin.

## Éxitos
Soulé siempre dividió sus canciones en lo que denominó «repertorio sacro» y «repertorio profano», aludiendo a las diferentes temáticas que lo inspiraban.
La Biblia de Vox Dei (1971) figura dentro de las 15 obras más importantes en la lista de la revista Rolling Stone, acerca de los 100 mejores álbumes del rock argentino, mientras que "Presente" fue incluida dentro de las 10 mejores canciones de la historia del rock argentino por la cadena MTV y la revista Rolling Stone. El sitio Rock.com.ar colocó al tema "Libros sapienciales" dentro de los 20 más importantes. La misma publicación especializada consideró que Dolmen fue uno de los mejores discos de 2011.
En el canal Encuentro de la Televisión Pública de Argentina, se dedicó un capítulo de la Serie «Cómo Hice» a la canción "Presente" de Vox Dei, como una de las más emblemáticas del rock en español.

## Con Vox Dei
Algunas de sus canciones más importantes con Vox Dei son:
- "Libros sapienciales"
- "Génesis"
- "Las guerras"
- "Profecías"

Del disco La Biblia de 1971.
- "Sin separarnos más"
- "Ritmo y blues con armónicas"
- "Detrás del vidrio, partes I y II"
- "Por aquí se te echó de menos"

Del disco Jeremías, pies de plomo de 1972.
- "Presente (El momento en que estás)"
- "Canción para una mujer (que no está)"
- "Cuero"

Del disco Cuero caliente de 1972.
- "Prométeme que nunca me dirás adiós"
- "La verdadera historia de 'Sam el montañés'"
- "Es así y no hay nada que hablar"

Del disco Es una nube, no hay duda de 1973.
- "Es necesario salirte a buscar"
- "La luz que crea"
- "Quiero darte de mis días"
- "Quiero estar seguro de vivir"

Del disco Vox Dei para Vox Dei de 1974.
- "Gata de noche"
- "Al rey, a mí y a vos"
- "Piénsalo antes de hablar"
- "Puedes pensar lo que quieras de mí"

Del disco Gata de noche de 1978.
Como coautor junto a Willy Quiroga:
- "Jeremías, pies de plomo"
- "El regreso del Dr. Jekill"
- "Dios es una mujer desnuda"

## Discografía

### Con Vox Dei
- "Azúcar amarga / Quiero ser" (simple, 1969)
- "Presente / Doctor Jekill" (simple, 1970)
- "Canción para una mujer (que no está) / Total qué" (simple, 1970)
- Caliente (1970)
- La Biblia (1971)
- "Donde has estado todo este tiempo / Tan sólo un hombre" (simple, 1971)
- "Jeremías pies de plomo / Ritmo y Blues con armónica" (simple, 1972)
- Jeremías pies de plomo (1972)
- Cuero caliente (1972)
- La nave infernal (En vivo, 1973)
- Es una nube, no hay duda (1973)
- Vox Dei para Vox Dei (1974)
- "Gata de noche / Mis botas de rock" (simple, 1978)
- Gata de noche (1978)
- La Biblia en vivo (1987)
- Tengo razones para seguir (1988)
- El Regreso de la Leyenda (En vivo, 1996)
- La Biblia II (1997)

### Como solista
- "Cuéntame dulce / Inexplicable para mí" (simple, 1976)
- Vuelta a casa (1977)
- Romances de gesta (1982)
- Ricardo Soulé (1985)
- Osadía (España 1991, editado en Argentina en 2011)
- Cronología (1995)
- Manuscrito (2003)
- Soulé en Río Turbio (como Ricardo Soulé y La Bestia Emplumada), (En vivo, 2007)
- Buddy Middler (como Ricardo Soulé y La Bestia Emplumada), (2008)
- Dolmen (como Ricardo Soulé y La Bestia Emplumada), (2011)
- Vulgata (como Ricardo Soulé y La Bestia Emplumada), (2015)
- La luz que crea (como Ricardo Soulé y La Bestia Emplumada), (En vivo, 2017)
- "Presente" (simple, 2020)

### Como invitado
- Claudio Gabis y La Selección, Convocatoria I, Warner/1995.
- Concierto del Bicentenario, Litto Nebbia y otros (2011)
- Pesados Vestigios, La Renga (2014)